# 短刺蜘蛛蟹
短刺蜘蛛蟹（学名：Maja brevispinosis）为蜘蛛蟹科蜘蛛蟹属的动物。在中国大陆，分布于广东等地，常栖息于海水。